# Dolores Primera Sección
Dolores Primera Sección är en ort i Mexiko.   Den ligger i kommunen Santa María Chilchotla och delstaten Oaxaca, i den sydöstra delen av landet, 270 km öster om huvudstaden Mexico City. Dolores Primera Sección ligger 159 meter över havet och antalet invånare är 145.
Terrängen runt Dolores Primera Sección är varierad. Runt Dolores Primera Sección är det ganska tätbefolkat, med 58 invånare per kvadratkilometer. Närmaste större samhälle är Barranca Seca, 6,6 km sydost om Dolores Primera Sección. I omgivningarna runt Dolores Primera Sección växer i huvudsak städsegrön lövskog.